# Несрећа без жеља
Несрећа без жеља (нем. Wunschloses Unglück) је полуаутобиографска новела аустријског писца Петера Хандкеа из 1972. године. Заснован је на животу Хандкеове мајке.

### О књизи
Томас Карвен из Лос Анђелес Тајмса написао је 2003. године: „Ментална болест је фраза коју нећете наћи у Хандкеовом извештају о смрти његове мајке, али сигурно чека у својим крилима... Али задовољство, да ако је ово исправна реч. Читање Хандкеа произилази из егзистенцијалних претпоставки његове приче, важно је схватити да самоубиство – као стварност, за разлику од идеје – није егзистенцијална дилема. Трагични исход психијатријске болести. Али колико смо спремни за ово сазнање?" Карл Ове Кнаусгор је описао новелу као једну од "најважнијих књига написаних на немачком у наше време".